# Rosa diamante
Rosa diamante es una telenovela mexicana-estadounidense producida por Argos Comunicación para Telemundo. Se trata de una adaptación de la telenovela argentina Perla Negra, escrita por Enrique Torres. Como con la mayoría de sus otras telenovelas, la red se difundirá con subtítulos en inglés en CC3. 
Está protagonizada por Carla Hernández y Mauricio Ochmann; y con las participaciones antagónicas de Begoña Narváez, Luis Xavier, Luciana Silveyra y Constantino Costas. Cuenta además con las actuaciones estelares de Claudia Ramírez, Sofía Lama, Manuel Balbi y los primeros actores Lupita Ferrer y Marco Treviño.

## Sinopsis
La historia narra la vida de Rosa (Carla Hernández), una joven que es abandonada por Raquel (Claudia Ramírez) en un internado en la Ciudad de San Miguel de Allende. Allí crece y se cría siendo una muchacha rebelde pero a la vez noble y buena. Con ella crece también su mejor amiga, Eva (Thali García), una muchacha que viene de una familia adinerada, los Sotomayor. Pero para Eva la vida tampoco ha sido fácil, pues en su familia nadie la quiere, tan sólo le importa a su abuelo: Eduardo Sotomayor (Patricio Castillo (actor)). 
Un día Rosa se escapa del internado para ir a dar un paseo y conoce a José Ignacio Altamirano (Mauricio Ochmann), un hombre que conoce a las mujeres como nadie por sus innumerables conquistas y por esa razón es presidente de la empresa de lencería Aqua Marina. Él intenta enamorarla y la besa pero ella le pega, cosa que deja un poco sorprendido a José Ignacio.  
Aun así decide probar suerte otra vez pero ahora con Eva, sin saber que ella era amiga de Rosa. Le miente diciéndole que su nombre es Adán para burlarse de ella por la pareja bíblica de Adán y Eva. Eva le cree y se convierte en su novia.  
Eva en un intento de presentarle a Rosa su novio, ésta lo reconoce pero José Ignacio le dice que no la conoce, Eva y Rosa discuten pues piensa que Rosa está celosa. José Ignacio deja embarazada a Eva y se va después de que Eva le presentara a su abuelo, dejando a Eva sola con Rosa. Rosa le jura a su amiga que se vengará de José Ignacio cueste lo que cueste. 
Tiempo después el bebé, al que todos llamarán Eduardito, nace sano y salvo. Don Eduardo vuelve a México porque su sobrina nieta Bárbara (Begoña Narváez) le quiere presentar a su novio José Ignacio Altamirano, Eduardo al verlo le da un ataque al corazón y fallece dejando sus acciones de la empresa Venus a Eva molestando a toda la familia Sotomayor. 
Eva se entera de la terrible noticia por la directora del internado Miss Margaret (Luciana Silveyra). De camino a México Eva le da su cartera donde están sus documentos de identidad a Rosa para que se arregle un poco, pero sufren un terrible accidente con el coche y Rosa logra salir muy herida, pero el coche explota y Eva fallece. 
Rosa despierta, le dan la terrible noticia y se sorprende al ver que todos la confunden con Eva. A partir de ese momento que Rosa se hace pasar por Eva para que no le quiten a Eduardito, y empieza un juego que luego le costará muy caro. 
Al llegar a la mansión Sotomayor conoce a Rosaura Andere de Sotomayor (Lupita Ferrer), la abuela de Eva. Al principio se odiaban, pero Rosa no sabía que Rosaura era su verdadera madre. También conoce a Bárbara Montenegro, una chica un poco tonta pero fría, mala y calculadora. Cuando Rosa conoce a Martín Montenegro (Ignacio Riva Palacios) el hermano de Bárbara se lleva una sorpresa que no esperaba, se encuentra con José Ignacio besándose con Bárbara en el sofá. Rosa descubre que Bárbara en realidad es la verdadera novia de José Ignacio. 
Rosa empieza con su venganza contra ese hombre que la hizo sufrir tanto en el pasado empezando un juego de seducción y peleas y sin quererlo José Ignacio se enamora de ella. Con el tiempo, Rosa se da cuenta de que José Ignacio no era el hombre que ella conoció, ya que ha cambiado. Rosa comienza a enamorarse de él, cosa que desata un torbellino de maldades por parte de Bárbara quien ha jurado acabar con Rosa por quitarle el hombre que ama. 
Rosa y José Ignacio deciden casarse pero Bárbara lo impide entrando y obligando a Rosa a confesar su terrible verdad de que no es Eva, es Rosa. José Ignacio queda decepcionado y Rosa es llevada a la cárcel donde José Ignacio le dice que no quiere saber nada de ella. Cuando casi logran sacarla, Bárbara hace que la culpen de otras cosas así que Rosa se ve obligada a pasar varios meses en la cárcel, hasta que Gabriel (Manuel Balbi) logra sacar las pruebas suficientes para sacarla. 
Rosa sale decidida a recuperar la presidencia de Venus que por trampas de Rodolfo Montenegro(Constantino Costas) y de la malvada Margaret (Luciana Silveyra) es ahora parte de su poder. También sale a ayudar a Rosaura quien por culpa de la perversa Margaret está con problemas de salud por culpa de algunos remedios erróneos dados intencionalmente por ella, y recuperar a Eduardito, quien está bajo la custodia de Bárbara. 
José Ignacio al enterarse de que Rosa salió éste va a pedirle perdón y que quiere pasar el resto su vida con ella, Rosa lo perdona pero no quiere volver con él y le dice que se quede con la mujer con quien se ha casado por la custodia de Eduardito. Él se niega a aceptar ese rechazo, pero Rosa está decidida a olvidarlo. Es ahí cuando Rosaura le confiesa a Rosa que es su verdadera madre. Rosa al principio luce enojada con ella por haberla abandonado pero después la perdona. 
La policía descubre todas las maldades que hicieron Bárbara, Rodolfo y Margaret, y van tras ellos. Rodolfo asesina a Margaret estrangulándola y a este lo encierran en la cárcel al igual que a Bárbara. 
Rosa decide perdonar a José Ignacio, éste le pide matrimonio una vez más, pero devolviéndole su diamante. Rosa acepta y se casan. Venus y Aqua Marina se unen llamando a la empresa Diamante, y en la boda se toman una foto y quedan felices para siempre.

## Elenco
- Carla Hernández - Rosa Puentes / Eva Sotomayor / Rosa Andrade Andere de Altamirano
- Mauricio Ochmann - José Ignacio Altamirano
- Lupita Ferrer - Rosaura Andere Vda. de Sotomayor
- Claudia Ramírez - Raquel de Altamirano
- Begoña Narváez - Bárbara Montenegro
- Sofía Lama - Andrea Fernández / Andrea Sotomayor
- Luis Xavier - Gerardo Altamirano
- Manuel Balbi - Gabriel Robles
- Luciana Silveyra - Miss Margaret Bridges / Margarita Puentes
- Néstor Rodulfo - Ramón Gómez
- Marco de Paula - Gerardo Altamirano Jr.
- Patricia Conde - Leticia Sotomayor Vda. de Montenegro
- Ignacio Riva Palacio - Martín Montenegro
- Constantino Costas - Rodolfo Montenegro Sotomayor
- Marco Treviño - Antonio Andrade
- Heriberto Méndez - Sergio Escobar
- Mariana Villalvazo - Lucía Altamirano
- Patricio Castillo - Eduardo Sotomayor
- Thali García - Eva Sotomayor
- Ofelia Guíza - Chole
- Julieta Grajales - María Corina Villalta
- Miguel Garza - Leonardo Bernal
- Tsuria Díaz - Valeria
- Paco Mauri - Casimiro
- Citlali Galindo - Francisca
- Iván Bronstein - Horacio Villarreal
- Luis Cárdenas - Padre Amador
- Norma Reyna - Dolores Albarracín
- Norma Mora - Lupe
- Marco Antonio Aguirre - Lucho
- Francisco Calvillo - Jorge Pacheco
- Tamara Mazarrasa - Graciela

## Premios y nominaciones
| Año  | Premiación                | Categoría             | Nominado        | Resultado |
| ---- | ------------------------- | --------------------- | --------------- | --------- |
| 2012 | Premios People en Español | Mejor Villana         | Lupita Ferrer   | Nominada  |
| 2012 | Premios People en Español | Revelación del Año    | Carla Hernández | Nominada  |
| 2013 | Miami Life Awards         | Mejor Primera Actriz  | Lupita Ferrer   | Ganadora  |
| 2013 | Miami Life Awards         | Mejor Telenovela      | Rosa Diamante   | Nominada  |
| 2013 | Premios Tu Mundo          | Protagonista Favorita | Carla Hernández | Nominada  |
| 2013 | Premios Tu Mundo          | Primera Actriz        | Lupita Ferrer   | Nominada  |